# Herrarnas lagtävling i backhoppning vid olympiska vinterspelen 1994
Herrarnas lagtävling i backhoppning vid de olympiska vinterspelen 1994 i Lillehammer i Norge hölls den 22 februari 1994.

## Lagtävling
| Spel       | Guld                                                                        | Silver                                                                      | Brons                                                                               |
| Lagtävling | Tyskland · Hansjörg Jäkle · Christof Duffner · Dieter Thoma · Jens Weißflog | Japan · Jin’ya Nishikata · Takanobu Okabe · Noriaki Kasai · Masahiko Harada | Österrike · Heinz Kuttin · Christian Moser · Stefan Horngacher · Andreas Goldberger |

## Resultat
| Placering | Tävlande                                                                             | 1 hoppet                | 1 hoppet                      | 2 hoppet                | 2 hoppet                     | Totalpoäng                    |
| Placering | Tävlande                                                                             | Längd                   | Poäng                         | Längd                   | Poäng                        | Totalpoäng                    |
| --------- | ------------------------------------------------------------------------------------ | ----------------------- | ----------------------------- | ----------------------- | ---------------------------- | ----------------------------- |
| 1         | Tyskland Hansjörg Jäkle Dieter Thoma Christof Duffner Jens Weißflog                  | 117,0 119,5 126,0 131,0 | 486,8 110,1 113,6 126,8 136,3 | 124,0 108,0 128,5 135,5 | 483,3 121,7 92,9 127,3 141,4 | 970,1 231,8 206,5 254,1 277,7 |
| 2         | Japan Jin’ya Nishikata Takanobu Okabe Noriaki Kasai Masahiko Harada                  | 118,0 124,5 128,0 122,0 | 486,0 110,4 124,1 132,9 118,6 | 135,0 133,0 120,0 97,5  | 470,9 144,0 137,9 116,0 73,0 | 956,9 254,4 262,0 248,9 191,6 |
| 3         | Österrike Heinz Kuttin Christian Moser Stefan Horngacher Andreas Goldberger          | 115,0 122,5 124,0 123,5 | 472,0 107,5 121,5 120,7 122,3 | 117,5 105,0 120,5 127,5 | 446,9 111,0 88,0 115,9 132,0 | 918,9 218,5 209,5 236,6 254,3 |
| 4.        | Norge Øyvind Berg Lasse Ottesen Roar Ljøkelsøy Espen Bredesen                        | 111,5 119,0 116,5 124,5 | 449,7 98,7 114,7 110,2 126,1  | 121,0 124,5 99,5 127,0  | 449,1 116,8 125,1 75,6 131,6 | 898,8 215,5 239,8 185,8 257,7 |
| 5.        | Finland Raimo Ylipulli Janne Väätäinen Janne Ahonen Jani Soininen                    | 113,0 116,0 119,5 120,0 | 443,8 104,4 108,3 115,6 115,5 | 126,5 114,0 111,0 120,0 | 445,7 127,2 103,7 99,3 115,5 | 889,5 231,6 212,0 214,9 231,0 |
| 6.        | Frankrike Steve Delaup Nicolas Jean-Prost Nicolas Dessum Didier Mollard              | 106,0 122,5 114,0 111,5 | 414,7 90,3 122,0 103,2 99,2   | 118,0 112,5 111,5 108,5 | 407,4 112,9 102,0 99,2 93,3  | 822,1 203,2 224,0 202,4 192,5 |
| 7.        | Tjeckien Ladislav Dluhoš Zbyněk Krompolc Jiří Parma Jaroslav Sakala                  | 109,0 117,5 107,0 114,5 | 401,9 94,2 109,5 92,1 106,1   | 114,5 118,0 102,5 111,0 | 398,8 105,6 112,4 83,0 97,8  | 800,7 199,8 221,9 175,1 203,9 |
| 8.        | Italien Ivo Pertile Andrea Cecon Roberto Cecon Ivan Lunardi                          | 109,5 108,0 125,0 111,0 | 405,8 96,1 87,9 123,5 98,3    | 114,0 98,0 119,0 106,5  | 376,5 103,7 69,9 112,7 90,2  | 782,3 199,8 157,8 236,2 188,5 |
| 9.        | Slovenien Matjaž Kladnik Matjaž Zupan Samo Gostiša Robert Meglič                     | 110,5 109,0 106,0 110,5 | 377,3 96,9 94,7 87,8 97,9     | 95,5 105,0 108,0 121,0  | 362,1 66,9 85,5 92,4 117,3   | 739,4 163,8 180,2 215,2       |
| 10.       | Sverige Staffan Tällberg Mikael Martinsson Johan Rasmussen Fredrik Johansson         | 100,0 113,5 105,0 85,5  | 320,7 78,5 103,8 88,0 50,4    | 116,5 115,0 90,0 90,5   | 332,6 109,2 105,5 57,5 60,4  | 653,0 187,7 209,3 145,5 110,8 |
| 11.       | USA Randy Weber Greg Boester Kurt Stein Ted Langlois                                 | 91,0 98,5 85,5 91,5     | 235,2 50,8 75,3 48,4 60,7     | 101,5 97,0 89,5 95,5    | 269,8 79,7 71,1 50,6 68,4    | 505,0 130,5 146,4 99,0 129,1  |
| 12.       | Ryssland Alekszej Szologyankin Dmitrij Cselovenko Sztanyiszlav Pohilko Mihail Jeszin | 79,0 87,0 90,5 88,5     | 198,0 29,7 54,1 58,4 55,8     | 89,0 85,0 90,5 91,5     | 218,3 50,7 47,0 57,9 62,7    | 416,3 80,4 101,1 116,3 118,5  |